# ثورة أورلوف
ثورة أورلوف هي انتفاضة يونانية في إقليم بيلوبونيز، ولاحقًا اندلعت في كريت في فبراير 1770، بعد وصول الأدميرال الروسي أليكسي أورلوف، قائد البحرية الإمبراطورية الروسية خلال الحرب الروسية التركية (1768-1774)، إلى شبه جزيرة ماني. كانت الثورة، وهي دليل رئيسي لحرب الاستقلال اليونانية (التي اندلعت في عام 1821)، جزءًا مما يسمى «الخطة اليونانية» لكاترين العظيمة وقمَعها العثمانيون في نهاية المطاف.

## الخلفية
شهدت الإمبراطورية العثمانية أطول فترة سلام لها بين عام 1739 (معاهدة بلغراد) وعام 1768 -ثلاثة عقود لم تشتبك فيها مع أي من منافسيها الأوروبيين. وقعت أوروبا في صراعات دموية مكلفة بينما ظل العثمانيون خارج الصراعات واتجهوا إلى الاقتصاد والسياسة، وإعادة بناء التنظيم الاجتماعي والإداري. انتهت هذه الفترة السلمية في 23 أكتوبر 1768، عندما أعلن الباب العالي الحرب على روسيا. من بين أسباب الحرب: السياسة الخارجية الروسية العدوانية، والتدخل الروسي في شبه جزيرة القرم (التابعة للعثمانيين)، والصراع على السلطة في بولندا وليتوانيا. كانت هناك أحداث غير مهمة في 1768-1769، إذ كان الجانبان يستعدان لحملة طويلة.
في غضون ذلك، أعيد تنظيم المتمردين اليونانيين. رغبة في إضعاف الإمبراطورية العثمانية وإنشاء دولة يونانية مستقلة موالية لروسيا، أرسِل مبعوثون روس إلى ماني في منتصف ستينيات القرن التاسع عشر لعقد اتفاق مع أقوى القادة العسكريين المحليين، وفي نفس الوقت اقترب اليونانيون البارزون من مختلف العملاء الروس لمناقشة خطط تحرير اليونان. استعدادًا للحرب، شجع العملاء الروس التمرد اليوناني لدعم الأعمال العسكرية في الشمال. أرسِل كابتن المدفعية الروسية غريغوريوس بابادوبولوس (أو جورجيوس باباسوغلو)، وهو يوناني، إلى ماني. تعاون جورجيوس بابازوليس، ضابط يوناني آخر في الجيش الروسي، مع الأخوين غريغوري وأليكسي أورلوف في الاستعدادات للتمرد اليوناني في المورة خلال العمليات العسكرية الروسية ضد الإمبراطورية العثمانية في عام 1769. وضِع تنظيم التمرد اليوناني تحت قيادة الأخوين أورلوف، مع عمل أليكسي كقائد للأسطول الروسي.
انضم بعض الوجهاء اليونانيين إلى الجانب الروسي، ووعدوا بالرجال والإمدادات، بينما توقعوا في المقابل مساعدات روسية ضخمة (10,000 جندي وعتاد عسكري). خططت روسيا لتحريض المسيحيين الأرثوذكس على الثورة، وأرسلت عملاء إلى البوسنة والهرسك، والجبل الأسود، وألبانيا، وكريت، والمورة. أرسِل شقيق أورلوف الآخر أيضًا، فيودور أورلوف، لتنسيق المتمردين في منطقة المورة، التي تعتبر أهم منطقة إستراتيجية في البر الرئيسي لليونان (بسبب موانئها). جمعت روسيا أسطولًا حربيًا لنشره في البحر الأبيض المتوسط، وُصِف بأنه «أحد أكثر الأحداث إثارة في القرن الثامن عشر»، والذي فاجأ العثمانيين. غادرت أول فرقة من الأسطول (من أصل اثنين) في أغسطس 1769 ووصلت إلى بحر ايجه في ديسمبر. خيبت هذه الحملة التي تألفت من أربع سفن، وبضعة مئات من الجنود، ونقص في إمدادات الأسلحة، آمال اليونانيين إلى حد كبير. ومع ذلك، حاولت القوات الروسية اليونانية المشتركة شن الحملة.